# Sacrator
Sacrator is een geslacht van vlinders van de familie dikkopjes (Hesperiidae), uit de onderfamilie Hesperiinae.

## Soorten
- S. polites (Godman & Salvin, 1879)
- S. sacrator (Godman & Salvin, 1879)